# Міша Мішаков
Міша Мішаков (англ. Mischa Mischakoff, справжнє ім'я Михайло Ісаакович Фішберг; 16 квітня 1895, Проскурів, Подільська губернія (нині Хмельницький), Україна — 1 лютого 1981, Петоскі, штат Мічиган) — видатний скрипаль, очолював найбільші американські оркестри з 1920-х до 1960-х років.

## Життєпис
Народився 16 квітня 1895 року в місті Проскурів, нині Хмельницький, Україна (тоді Подільської губернії, Російська імперія) у єврейській родині флейтиста Ісаака Фішберга та його дружини Масі. Закінчив Санкт-Петербурзьку консерваторію. В 1912 році дебютував в Берліні. У 1921 році він втік з Росії разом зі своїм другом і соратником, віолончелістом Григорієм П'ятигорським, з яким грав у Великому театрі в Москві. Мішаков емігрував до Сполучених Штатів, отримавши американське громадянство в 1927 році.
Керував струнними секціями оркестру Санкт-Петербурзької консерваторії, Санкт-Петербурзького філармонічного оркестру, Московського Великого театру, Варшавського філармонічного оркестру, потім, після приїзду до США, Нью-Йоркського симфонічного оркестру під керівництвом Вальтера Дамроша (1920–1927), Філадельфійським оркестром під керівництвом Леопольда Стоковського (1927–1930), Чиказьким симфонічним оркестром під керівництвом Фредеріка Стока (1930–1937), Симфонічним оркестром NBC під керівництвом Артуро Тосканіні (1937–1952), Детройтським симфонічним оркестром (1950–1952) під керівництвом Пола Паре, а також, на пенсії, Балтіморським симфонічним оркестром.
Міша Мішаков також очолював струнний квартет Мішакова в різних містах, де він мешкав, а між 1940 і 1952 роками він викладав у Джульярдській школі в Нью-Йорку. Потім він викладав в Університеті Вейна в Детройті між 1952 і 1981 роками.
Міша Мішаков помер 1 лютого 1981 року в Петоскі, штат Мічиган. Він володів чотирма скрипками Страдіварі, з якими він виступав як соліст, а також низкою інших чудових скрипок старих і сучасних майстрів.